# Ectropothecium
Ectropothecium är ett släkte av bladmossor. Ectropothecium ingår i familjen Hypnaceae.

## Dottertaxa tillEctropothecium, i alfabetisk ordning[1]
- Ectropothecium aciculare
- Ectropothecium adnatum
- Ectropothecium aeruginosum
- Ectropothecium affine
- Ectropothecium afromolluscum
- Ectropothecium andoi
- Ectropothecium andrei
- Ectropothecium aneitense
- Ectropothecium angusto-textum
- Ectropothecium anisophyllum
- Ectropothecium annamense
- Ectropothecium antarense
- Ectropothecium aquaticum
- Ectropothecium arcuatum
- Ectropothecium arfakense
- Ectropothecium aubertii
- Ectropothecium aureo-crispum
- Ectropothecium aureum
- Ectropothecium aurifolium
- Ectropothecium barbelloides
- Ectropothecium bingerianum
- Ectropothecium bowiei
- Ectropothecium brachycarpum
- Ectropothecium brevifalcatum
- Ectropothecium brotheri
- Ectropothecium buitenzorgii
- Ectropothecium burmense
- Ectropothecium campaniforme
- Ectropothecium campanulatum
- Ectropothecium capillisetum
- Ectropothecium carolinarum
- Ectropothecium chamissonis
- Ectropothecium chenagonii
- Ectropothecium compressifolium
- Ectropothecium condensatum
- Ectropothecium costaricense
- Ectropothecium cupressoides
- Ectropothecium cyathothecioides
- Ectropothecium cyathothecium
- Ectropothecium cygnicollum
- Ectropothecium cylindricum
- Ectropothecium cyperoides
- Ectropothecium dafilae
- Ectropothecium dealbatum
- Ectropothecium decurrens
- Ectropothecium densum
- Ectropothecium dentatum
- Ectropothecium dentigerum
- Ectropothecium diffusum
- Ectropothecium diminutum
- Ectropothecium diversifolium
- Ectropothecium diversirete
- Ectropothecium dixonii
- Ectropothecium doliare
- Ectropothecium dolosum
- Ectropothecium drepanocladioides
- Ectropothecium drepanophyllum
- Ectropothecium duemmeri
- Ectropothecium eccremocladum
- Ectropothecium effusum
- Ectropothecium eleganti-pinnatum
- Ectropothecium engleri
- Ectropothecium epiphytum
- Ectropothecium erythrocaule
- Ectropothecium eurycladium
- Ectropothecium eurydictyon
- Ectropothecium falcifolium
- Ectropothecium falciforme
- Ectropothecium ferrugineum
- Ectropothecium fiorinae
- Ectropothecium flavo-viride
- Ectropothecium fluviatile
- Ectropothecium fosbergii
- Ectropothecium giganteum
- Ectropothecium goliathense
- Ectropothecium gunnii
- Ectropothecium haplocladum
- Ectropothecium howeanum
- Ectropothecium hyalinum
- Ectropothecium hypnoides
- Ectropothecium ichnotocladum
- Ectropothecium incubans
- Ectropothecium intertextum
- Ectropothecium intorquatum
- Ectropothecium isocladum
- Ectropothecium isophyllum
- Ectropothecium kerstanii
- Ectropothecium kinabaluense
- Ectropothecium kweichowense
- Ectropothecium laevigatum
- Ectropothecium lateriticola
- Ectropothecium laticuspis
- Ectropothecium latifolium
- Ectropothecium leiophyllum
- Ectropothecium leptochaeton
- Ectropothecium leptotapes
- Ectropothecium leucochloron
- Ectropothecium leucocladium
- Ectropothecium lonchocormus
- Ectropothecium longicapillare
- Ectropothecium longicaule
- Ectropothecium longicollum
- Ectropothecium longipedunculatum
- Ectropothecium luzoniae
- Ectropothecium mac-gregorii
- Ectropothecium macrobolax
- Ectropothecium malacoblastum
- Ectropothecium manii
- Ectropothecium mauritianum
- Ectropothecium meti
- Ectropothecium micholitzii
- Ectropothecium micronesiense
- Ectropothecium micro-verrucosum
- Ectropothecium minutum
- Ectropothecium molle
- Ectropothecium mollicellum
- Ectropothecium mollissimum
- Ectropothecium monumentorum
- Ectropothecium moritzii
- Ectropothecium nishimurii
- Ectropothecium nitidum
- Ectropothecium novae-guineae
- Ectropothecium novae-valesiae
- Ectropothecium obtusulum
- Ectropothecium occultum
- Ectropothecium ohosimense
- Ectropothecium ovalifolium
- Ectropothecium pacificum
- Ectropothecium pailotii
- Ectropothecium pallascens
- Ectropothecium palustre
- Ectropothecium papillosulum
- Ectropothecium papuanum
- Ectropothecium penangense
- Ectropothecium penzigianum
- Ectropothecium percomplanatum
- Ectropothecium perlatifolium
- Ectropothecium perminutum
- Ectropothecium perplicatum
- Ectropothecium perrevolutum
- Ectropothecium perrieri
- Ectropothecium perrotii
- Ectropothecium perscabrum
- Ectropothecium pinnatum
- Ectropothecium plicatum
- Ectropothecium plumigerum
- Ectropothecium plumosum
- Ectropothecium polyandrum
- Ectropothecium ponapense
- Ectropothecium protractulum
- Ectropothecium ptychofolium
- Ectropothecium pulchrum
- Ectropothecium ramuligerum
- Ectropothecium rechingeri
- Ectropothecium rectifolium
- Ectropothecium regulare
- Ectropothecium revolutum
- Ectropothecium rhynchostegioides
- Ectropothecium riparioides
- Ectropothecium robbinsii
- Ectropothecium robustum
- Ectropothecium rostellatum
- Ectropothecium rufulum
- Ectropothecium rupicola
- Ectropothecium sandwichense
- Ectropothecium saprophilum
- Ectropothecium savaicum
- Ectropothecium sericeum
- Ectropothecium serratum
- Ectropothecium seubertii
- Ectropothecium seychellarum
- Ectropothecium siamense
- Ectropothecium singapurense
- Ectropothecium sodale
- Ectropothecium sparsipilum
- Ectropothecium squarrifolium
- Ectropothecium stereodontoides
- Ectropothecium stigmophyllum
- Ectropothecium striatulum
- Ectropothecium subangense
- Ectropothecium subcallichroides
- Ectropothecium subdistichellum
- Ectropothecium subhaplocladum
- Ectropothecium sublaticuspis
- Ectropothecium sublaxirete
- Ectropothecium subsparsipilum
- Ectropothecium subulosum
- Ectropothecium sydneyense
- Ectropothecium tamatavense
- Ectropothecium tannaense
- Ectropothecium tapes
- Ectropothecium taxiforme
- Ectropothecium tophigerum
- Ectropothecium trichomitrium
- Ectropothecium triviale
- Ectropothecium turgidum
- Ectropothecium tutuilum
- Ectropothecium umbilicatum
- Ectropothecium urceolatum
- Ectropothecium wainioi
- Ectropothecium valentinii
- Ectropothecium wangianum
- Ectropothecium venustulum
- Ectropothecium vesicularioides
- Ectropothecium viridifolium
- Ectropothecium viridulum
- Ectropothecium vitiense
- Ectropothecium yasudae
- Ectropothecium zollingeri